# Lokavec (Laško, Slovenija)
Lokavec je naselje u slovenskoj Općini Laškom. Lokavec se nalazi u pokrajini Štajerskoj i statističkoj regiji Savinjskoj. 

## Stanovništvo
Prema popisu stanovništva iz 2002. godine naselje je imalo 192 stanovnika.